# Egbert von Rathmelsigi
Egbert von Rathmelsigi, auch Egbert (Ecgberht) von Ripon, Egbert von Lindisfarne oder nur St. Egbert, (* um 639 in Northumbria; † 24. April 729 in Iona) war ein englischer Benediktiner und Klosterreformer, vielleicht auch Bischof, der der christlichen Mission in Deutschland wesentliche Impulse gab, ohne selbst die britischen Inseln zu verlassen. Beda Venerabilis berichtet von ihm. Die römisch-katholische Kirche verehrt ihn als Heiligen.

## Leben
Egbert erhielt seine Ausbildung im Kloster Lindisfarne und im irischen Rathmelsigi. Während einer schweren Krankheitskrise gelobte er, Buße zu tun und als Wandermissionar zu den Festlandsgermanen aufzubrechen. Er erhielt jedoch die göttliche Weisung, die Klostergründungen Columbans nach dem römischen Ritus zu reformieren und sie enger mit dem Stuhl Petri zu verbinden. Für die Festlandsmission sandte Egbert u. a. die heiligen Wigbert und Willibrord und die Brüder Ewaldi aus. Er selbst ging im hohen Alter in die Abtei Iona, wo er die letzten dreizehn Lebensjahre wirkte. Er starb unmittelbar nach der – am römischen Osterdatum gefeierten – Osterliturgie am 24. April 729. Der 24. April ist sein Gedenktag.